# Anthidiellum eritrinum
Anthidiellum eritrinum là một loài Hymenoptera trong họ Megachilidae. Loài này được Friese mô tả khoa học năm 1915.